# Меневша (река)
Меневша — река в России, протекает по Чудовскому району Новгородской области и Киришском районе Ленинградской области. Устье реки находится в 11 км по правому берегу реки Тигоды. Длина реки составляет 13 км.

## Данные водного реестра
По данным государственного водного реестра России относится к Балтийскому бассейновому округу, водохозяйственный участок реки — Волхов, речной подбассейн реки — Волхов. Относится к речному бассейну реки Нева (включая бассейны рек Онежского и Ладожского озера).
Код объекта в государственном водном реестре — 01040200612102000019360.